# Tarō Katsura
Tarō Katsura (jap. 桂 太郎 Katsura Tarō; ur. 4 stycznia 1848 w Hagi, zm. 10 października 1913 w Tokio) – japoński generał i polityk z okresu Meiji, trzykrotnie pełnił funkcję premiera Japonii (1901–1906, 1908–1911, 1912–1913). Zwolennik przywrócenia władzy cesarskiej i ograniczenia wpływów europejskich w Japonii.

## Życiorys
Urodził się w Hagi w lennie Chōshū (obecnie prefektura Yamaguchi). Pochodził z rodziny samurajskiej. W młodości brał udział w wystąpieniach przeciwko rodowi Tokugawa. W 1868, podczas restauracji Meiji, opowiedział się za przywróceniem władzy cesarzowi i odstąpieniem od rządów siogunów z rodu Tokugawa.
W następnych latach przebywał w Niemczech, gdzie uczył się strategii i taktyki wojskowej oraz pełnił funkcję attaché wojskowego ambasady Japonii od 1875 do 1878. Po powrocie do kraju otrzymał stopień generała brygady. W 1886 mianowano go na stanowisko wiceministra armii.
Brał udział w pierwszej wojnie chińsko-japońskiej (1894–1895), w której dowodził 3. Dywizją Cesarskiej Armii. 2 czerwca 1896 objął urząd gubernatora generalnego Tajwanu, który piastował do października tego samego roku. W 1898 został ministrem armii, a trzy lata później, 2 czerwca 1901, premierem Japonii. W czasie jego pięcioletniego premierostwa Japonia zawarła sojusz z Wielką Brytanią (1902) i odniosła zwycięstwo w wojnie z Rosją (1904–1905), umacniając swoją pozycję na arenie międzynarodowej. Urząd premiera przestał sprawować 7 stycznia 1906.
W latach 1908–1911 ponownie pełnił funkcję premiera kraju. W 1910 doprowadził do uznania Korei za japoński protektorat i do jej aneksji. Wkrótce po zakończeniu sprawowania urzędu został mianowany księciem (kōshaku), strażnikiem Tajnej Pieczęci (nai-daijin) oraz czcigodnym mężem stanu (genrō).
Mimo że początkowo sprzeciwiał się idei partii politycznych, to podczas swojego trzeciego premierostwa (21 grudnia 1912 – 20 lutego 1913) utworzył partię Rikken Dōshikai (Konstytucyjne Stowarzyszenie Jednomyślnych, 1913–1916), która miała być odpowiedzią na dominację opozycyjnej partii Rikken Seiyūkai (Konstytucyjne Stowarzyszenie Przyjaciół Polityki, 1900–1940) w Zgromadzeniu Narodowym. Jego ugrupowanie, pomimo początkowych niepowodzeń, stało się jedną z dwóch głównych sił politycznych w Japonii w okresie przed II wojną światową. Po zaledwie siedmiu tygodniach przestał piastować stanowisko premiera ze względu na wybuch protestów przeciwko jego oligarchicznym metodom i planom zwiększenia zbrojeń. Zmarł kilka miesięcy później w Tokio.

## Odznaczenia
- Wielka Wstęga Orderu Chryzantemy
- Łańcuch Orderu Chryzantemy – pośmiertnie
- Wielka Wstęga Orderu Wschodzącego Słońca
- Wielka Wstęga Kwiatów Paulowni Orderu Wschodzącego Słońca – pośmiertnie
- Wielka Wstęga Orderu Świętego Skarbu
- Order Złotej Kani III klasy
- Medal Wojskowy za Wojnę Chińsko-Japońską 1894–1895
- Order Zasługi Japońskiego Czerwonego Krzyża
- Medal Japońskiego Czerwonego Krzyża dla Członka Specjalnego
- Komandor Orderu Franciszka Józefa (Austro-Węgry)
- Wielki Oficer Orderu Legii Honorowej (Francja)
- Krzyż Wielki Orderu Orła Czerwonego (Cesarstwo Niemieckie)
- Order Zasługi Korony Pruskiej (Cesarstwo Niemieckie)
- Order Królewski Korony I klasy (Cesarstwo Niemieckie)
- Order Świętej Anny II klasy (Imperium Rosyjskie)
- Order Orła Białego (Imperium Rosyjskie)
- Krzyż Wielki Orderu Piusa IX (Watykan)
- Honorowy Rycerz Krzyża Wielkiego Orderu Łaźni (Wielka Brytania)
- Komandor Orderu św. Maurycego i Łazarza (Włochy)